# Ropleanske, Horol
Ropleanske (în ucraineană Роплянське) este un sat în comuna Ialosovețke din raionul Horol, regiunea Poltava, Ucraina.

## Demografie
Componența lingvistică a localității Ropleanske
     Ucraineană (100%)
Conform recensământului din 2001, toată populația localității Ropleanske era vorbitoare de ucraineană (100%).